# 1958-as malagasi alkotmányos népszavazás
1958. szeptember 28-án Madagaszkáron népszavazást tartottak Franciaország új alkotmányáról a Francia Unióban tartott szélesebb körű népszavazás részeként. Az új alkotmány értelmében az ország az új francia közösség részévé vált volna, ha elfogadják azt, vagy függetlenséget eredményezett volna, ha elutasítják. A szavazók 77,64%-a voksolt igennel. Az ország ezt követően 1960. június 26-án függetlenné vált. 

## Eredmények
| Választás                             | Szavazatok | %     |
| ------------------------------------- | ---------- | ----- |
| Igen                                  | 1,363,059  | 77.64 |
| Nem                                   | 392 557    | 22.36 |
| Érvénytelen szavazatok                | 11,859     | –     |
| Összes                                | 1,767,475  | 100   |
| Regisztrált szavazók/részvételi arány | 2,154,939  | 82.02 |
| Forrás: Official Journal              |            |       |

## Fordítás
Ez a szócikk részben vagy egészben  a(z)   1958 Malagasy constitutional referendum című angol Wikipédia-szócikk ezen változatának fordításán alapul.  Az eredeti cikk szerkesztőit annak laptörténete sorolja fel. Ez a jelzés csupán a megfogalmazás eredetét és a szerzői jogokat jelzi, nem szolgál a cikkben szereplő információk forrásmegjelöléseként.